# Sonet 80 (William Szekspir)

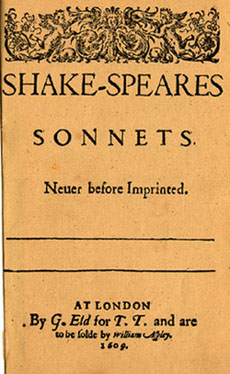
Strona tytułowa pierwszego wydania sonetów Shakespeare’a

Sonet 80 (O, jak omdlewam, gdy piszę o tobie) – jeden z cyklu sonetów autorstwa Williama Shakespeare’a. Po raz pierwszy został opublikowany w 1609 roku.

## Treść
W sonecie tym podmiot liryczny, którego część badaczy utożsamia z autorem, zwraca się do tajemniczego młodzieńca, adorowanego także przez konkurencyjnego poetę, którego temat pojawia się również w późniejszych utworach. Pisarz stwierdza, że jest gotowy przyjąć rolę postaci drugoplanowej, jednocześnie jednak podejmuje próbę poprawy swojej pozycji w oczach mecenasa:
Jeśli zwycięży, a ja zniknę marnie
Miłość ma sprawi, że mnie śmierć zagarnie